# باشگاه فوتبال یونگسیله
باشگاه فوتبال یونگسیله (به سوئدی: Ljungskile SK) یک تیم فوتبال در سوئد است. Ljungskile SK که در یونگسیله، شهری در بخش اودوالا، واقع شده است. آنها در حال حاضر در سطح سوم فوتبال سوئد فعالیت می کنند.